# Oszczepalin Pierwszy
Oszczepalin Pierwszy [pronunciación en polaco: /ɔʂt͡ʂɛˈpalin ˈpjɛrfʂɨ/] es un pueblo ubicados en el distrito administrativo de Gmina Wojcieszków, dentro del Condado de Łuków, Voivodato de Lublin, en Polonia oriental. Se encuentra aproximadamente a 6 kilómetros al este de Wojcieszków, a 19 kilómetros al sur de Łuków, y a 58 kilómetros al norte de la capital regional Lublin.
El pueblo tiene una población de 310 habitantes.